# Форт Даџ (Ајова)
Форт Даџ (енгл. Fort Dodge) град је у америчкој савезној држави Ајова. По попису становништва из 2010. у њему је живело 25.206 становника.

## Демографија
Према попису становништва из 2010. у граду је живело 25.206 становника, што је 70 (0,3%) становника више него 2000. године.
| Група             | 2000.          | 2010.          |
| Белци             | 22.904 (91,1%) | 21.835 (86,6%) |
| Афроамериканци    | 952 (3,8%)     | 1.376 (5,5%)   |
| Азијати           | 214 (0,9%)     | 212 (0,8%)     |
| Хиспаноамериканци | 739 (2,9%)     | 1.270 (5,0%)   |
| Укупно            | 25.136         | 25.206         |